# Miguel Giménez Igualada
Miguel Giménez Igualada (Iniesta, Espanha 1888 – México 1973 ),  foi um escritor anarquista individualista espanhol, também conhecido como Miguel Ramos Giménez e Juan de Iniesta.

## Biografia
Em sua juventude, Igualada envolveu-se em atividades ilegais. Ele propôs sem sucesso a criação de uma união dos egoístas espanhois e, a partir da década de 1920 tornou-se membro da anarco-sindicalista Confederación Nacional del Trabajo.  Entre os muitos meios de ganhar a vida ele foi um vendedor de rua, motorista de táxi, jardineiro, gerente de uma plantação de açúcar e professor racionalista no Ateneu Libertário em Las Ventas, Madrid.
Entre outubro de 1937 e fevereiro 1938 editou a revista anarquista individualista "Nosotros", que incluiu escritos por Han Ryner e Armand Émile, ele também colaborou na publicação de outra revista anarquista "Al Margen: publicación quincenal individualista".
Igualada foi fortemente influenciado por Max Stirner. Através de seus escritos, ele promoveu Stirner na Espanha, e publicou a quarta edição espanhola do livro de Stirner, "O  Ego e o seu Próprio", escrevendo seu prefácio. Em 1968, publicou um tratado sobre Stirner, dedicado à memória do companheiro anarquista Emile Armand, e escreveu e publicou também o tratado "O anarquismo". Ele contribuiu para as publicações anarquistas  Boletín Interno del CIR, Cenit, Cultura y Pedagogia, Despertad!, Fuego, Inquietações, Ruta e Tierra y Libertad (o jornal da Federación Anarquista Ibérica ).
Igualada posteriormente morou na Argentina, Uruguai e México,  e partecipou do Primeiro Congresso da Federação Anarquista do México em 1945.

## Pensamento
Em sua obra principal "Anarquismo" Igualada afirma que
| “ | "o humanismo ou o anarquismo, ... para mim são a mesma coisa". | ” |

Ele vê o anarquista como alguém que:
"Não aceita a imposição de um pensamento de alguém ser imposto sobre nós e não permite o próprio pensamento ser imposto sobre outro cérebro, oprimindo-lo ... desde que a anarquia não é para mim uma mera negação, mas uma atividade dupla de consciência, em primeira instância, uma consciência do indivíduo sobre o seu significado dentro o mundo humano, defendendo sua personalidade contra toda imposição externa; em uma segunda instância, é apresentar toda a beleza de sua grande ética, defendendo, estimulando e melhorando a personalidade do outro ...
Citando que "aquele que submete sua vida a um modelo exterior não pode ter outros amores que não aqueles dados pelo modelo escolhido, para a qual ele constrói um altar em seu coração semelhante a uma divindade, e mesmo que ele possa pregar o amor, ele não vai ser amoroso, mesmo que ele possa falar sobre a liberdade, só vai conceber uma liberdade condicionada por este ou aquele que o domina, e que a liberdade tem todo o caráter da escravidão: a religião que ligada a sua vida a uma crença externa, que irá subjuga-lo ".
Igualada expõe uma visão pacifista radical quando ele afirma que: "Quando eu digo que através da guerra a humanidade nunca vai encontrar a paz, eu sustento minha afirmação no fato que aqueles que são mais pacíficos são os menos crentes, e assim ... pode-se afirmar que o dia de felicidade em que a guerra (a religiosidade é belicosidade) é extirpado da consciência, a paz exististirá na casa dos homens. O nosso trabalho não é de matar, mas dar educação tendo bem presente que educar não é em nenhum caso uma domesticação.
E assim, ele defende um anarquismo que é "pacifista, poético, que cria harmonia, bondade, beleza e que cultiva um saudável senso de viver em paz.

## Obra
- Dolor, 1944
- Más allá del dolor, 1946
- Lobos en España, 1946
- Un atentado, Los caminos del hombre, 1961
- Anarquismo, 1968
- El niño y la escuela, Salmos, Stirner, 1968
- Trilogía de oratoria, 1968